# Choi Hye-sook
Choi Hye-sook (koreanisch 최혜숙; * 21. Januar 1971) ist eine ehemalige südkoreanische Eisschnellläuferin.
Choi trat international erstmals bei den Juniorenweltmeisterschaften 1986 in Québec in Erscheinung, wobei sie den 20. Platz im Mini-Mehrkampf errang. In den folgenden Jahren kam sie bei den Juniorenweltmeisterschaften 1987 in Strömsund auf den 13. Platz im Mini-Mehrkampf, bei den Juniorenweltmeisterschaften 1988 in Seoul auf den siebten Rang im Mini-Mehrkampf und bei den Olympischen Winterspielen 1988 in Calgary auf den 28. Platz über 3000 m sowie auf den 26. Platz über 1500 m. Letztmals international startete sie bei den Juniorenweltmeisterschaften 1989 in Kiew und belegte dort den 25. Platz im Mini-Mehrkampf.

## Persönliche Bestleistungen
| Disziplin | Zeit        | Datum            | Ort       |
| --------- | ----------- | ---------------- | --------- |
| 500 m     | 43,95 s     | 27. Februar 1987 | Strömsund |
| 1000 m    | 1:29,22 min | 19. Februar 1987 | Seoul     |
| 1500 m    | 2:12,96 min | 13. Februar 1988 | Calgary   |
| 3000 m    | 4:42,26 min | 13. Februar 1988 | Calgary   |
| 5000 m    | 9:10,47 min | 28. Februar 1985 | Seoul     |